# قزاقي
قزاقي (بالفارسية: قزاقی) هي قرية تقع في قسم ميلانلو الريفي (مقاطعة إسفراين) في إيران. يقدر عدد سكانها بـ 249 نسمة بحسب إحصاء 2016.